# Santai (köpinghuvudort i Kina, Xinjiang Uygur Zizhiqu, lat 44,09, long 88,89)
Santai (kinesiska: 三台, 三台镇) är en köpinghuvudort i Kina. Den ligger i den autonoma regionen Xinjiang, i den nordvästra delen av landet, omkring 110 kilometer öster om regionhuvudstaden Ürümqi. Antalet invånare är 9 273. Befolkningen består av 4 424 kvinnor och 4 849 män. Barn under 15 år utgör 15,0 %, vuxna 15-64 år 72 %, och äldre över 65 år 11,0 %.
Runt Santai är det glesbefolkat, med 15 invånare per kvadratkilometer. Santai är det största samhället i trakten. Trakten runt Santai består i huvudsak av gräsmarker.
Genomsnittlig årsnederbörd är 216 millimeter. Den regnigaste månaden är juni, med i genomsnitt 29 mm nederbörd, och den torraste är januari, med 7 mm nederbörd.